# Cronica fantastică
Cronica fantastică este o nuvelă satirică scrisă de Ion Luca Caragiale în anul 1874 și publicată în revista Ghimpele. Faptele sunt relatate la persoana întâi, timpul prezent, deși din primele rânduri ale nuvelei cititorul este avertizat că se află într-un timp viitor.
Caracteristicile stilistice ale satirei din Cronica fantastică sunt ironia și exagerarea caricaturală a numelor personajelor și a locurilor.
Nuvela începe cu un scurt dialog între autor și cititor, cititorul fiind cel care întrerupe șirul povestirii prin nedumerirea sa legată de anul 3874, obținut de autor prin adăugarea a două mii de ani anului 1874. 
Din punct de vedere estetic, prin această nuvelă autorul dezvăluie comportamentul lingvistic al personajelor și evidențiază exprimările greșite și rezistente în timp care au rădăcini puternice în societatea din acele timpuri:
- infinitivul în locul conjunctivului: Dă-mi voie a te ruga, dacă doriți a face o excursiune, plăcerea a vă-ncrede, fiți buni a vă arma, O singură recomandațiune am a vă face, am onoarea a vă spune;
- forme greșite ale substantivelor la singular și plural: o sucursale, stradele, edificiuri, datoriă; excursiune, escepțiune, derivațiune, corecțiune, recomandațiune, predilecțiune, jurisdicțiune;
- forme greșite ale verbelor: a fost trămis, repauzându-ne, nu se servă, să vă serv, cetiți
- derivare greșită a substantivelor cu prefixul ne: nedispensabil, nerezistibile
- fonetisme dialectale, uneori combinate cu împrumuturi din limba franceză: fatigăi,
- fonetisme ale unor neologisme: rachitism, reprezintante,
- etimologii populare: șeapte, tutulor, vieața, îndajuns, puiu de curcă, întâiu, voiu fi prea fericit, cetitori, trămis
- forme greșite ale substantivelor în cazul dativ: limbei

### Tema
Tema nuvelei este raportul cetățeanului (chinezul, Pim Pim) cu biserica, justiția, poliția (cazarma și cancelaria Mandarinului Păcei), finanțele publice (Punga-publică). 

## Momentele subiectului

### Expozițiunea
Acțiunea se petrece, după cum vom afla la sfârșitul nuvelei, în București, Țara Românească (cetatea Tâmpitopole), unde locuitori sunt Sinecorzii sau chinezii (ființe bipede, cărora le lipsește partea stângă a toracelui cu toate ale ei și care domnesc asupra continentului vechi pe care l-au chinizat).
Există o discrepanță creată în mod intenționat între anul și locul desfășurării acțiunii. Timpul pare a fi viitor, însă numai în introducere, pentru că paranteza istorică explicativă aduce cititorul în prezent (acum două mii de ani), pentru a-l plasa mai apoi din nou în viitor, cu puțin înainte de a închide paranteza istorică (Două mii de ani au trecut).
Titlul nuvelei sugerează o incursiune în viitor prin prisma trecutului. Cititorul este derutat atunci cînd citește nuvela, pentru că timpul este dereglat, iar trecutul și viitorul se regăsesc perfect în prezent. 
Autorul își imaginează realitatea viitoare și o prezintă cititorilor printr-o cuvântare asemănătoare celebrei cuvântări ciceroniene rostite împotriva lui L. Sergius Catilina, după descoperirea conspirației acestuia împotriva republicii.

### Intriga
Intriga o constituie momentul deschiderii parantezei istorice care nedumerește cititorul, îl face să-și pună întrebări, deoarece autorul, deși afirmă că a deschis o paranteză explicativă, intervine într-un mod contradictoriu, adresîndu-se în mod direct cititorilor:- Observați bine că narez numai faptele; nu fac nici un comentariu.

### Desfășurarea acțiunii
Cititorilor li se prezintă instituțiile care au sediul în oraș și rolul fiecăreia. Printre acestea se numără: pagoda idolului King-Lau, locul unde se regulează afacerile privitoare la bramani (referire la biserică), cazarma și cancelaria Mandarinului Păcei (referire la poliție), Casa Justiției; Muma Tutulor sau casa numită Punga-publică (finanțele publice) și palatul lui Sik-Tir (referire la presă). 
Cuvântarea ciceroniană a autorului din elegantul stabiliment public, locul unde se ia ceaiul și se fumează, pregătește momentul dezvăluirii motivelor pentru care a ales să-i conducă pe cititori prin cetatea Tâmpitopole și acestea ar fi nepăsarea, indolența și automulțumirea de care tâmpitopolenii au dat dovadă. 

### Punctul culminant
Punctul culminant îl reprezintă momentul în care autorul, în calitate de ghid al cititorilor prin orașul Tâmpitopole vrea să se retragă, să-i lase singuri. Motivul pentru care dorește acest lucru este faptul că a obosit și de aceea cere permisiunea de a se retrage.

### Deznodământul
Răspunsul cititorilor la întrebarea Cum vi se pare, grațioși cetitori, apocalipsul meu? reflectă nedumerirea acestora referitoare la timpul desfășurării acțiunii. Cititorii reproșează faptul că au fost plimbați printr-un spațiu bizar de unde nu știu cum să iasă, au fost abandonați și se întreabă cu ce scop au făcut acea excursie.
Răspunsul autorului este edificator: țara prin care au fost plimbați cititorii este chiar Țara Românească, orașul Tâmpitopole nu este altul decât Bucureștiul, a fost doar o glumă, o farsă, menită să-i determine să privească mai bine în jur, să-i scoată din nepăsare. Autorul este mulțumit atunci când cititorii reacționează și recunosc că locurile prin care au fost plimbați sunt bizare, stranii.